# Dominik Kotarski
Dominik Kotarski (Zabok, 10. veljače 2000.) hrvatski je nogometaš koji igra na poziciji vratara. Trenutačno igra za København.

## Klupska karijera

### Ajax
Dominik Kotarski počeo je trenirati za NK Tondach Bedekovčina kad mu je bilo šest godina. Tijekom ljeta 2011. godine prešao je u GNK Dinamo Zagreb. Dana 7. srpnja 2017. godine potpisao je svoj prvi profesionalni ugovor i to s AFC Ajaxom. No, morao je čekati do svoje 18. godine kako bi službeno potpisao ugovor. Njegov ugovor s Ajaxom vrijedi do 30. lipnja 2023. godine.
Za Jong Ajax, omladinsku momčad AFC Ajaxa, debitirao je 30. svibnja 2018. godine u utakmici protiv Jong PSV koju je Jong Ajax izgubio 0:3. Kotarski je na početku sezone 2019./20. postao treći golman AFC Ajaxa. Zbog dobrog zdravlja prva dva vratara, Andréa Onane i Kostasa Lamproua, sjedi na klupi te i dalje igra utakmice za Jong Ajax.

### Gorica
Dana 16. lipnja 2021. objavljeno je da će Kotarski biti posuđen Gorici iduće sezone. Za Goricu je debitirao 14. rujna u utakmici Hrvatskog nogometnog kupa protiv senjskog Nehaja kojeg je Gorica dobila 3:7. U 1. HNL debitirao je 16. listopada protiv Istre 1961 s kojom je Gorica igrala 1:1. Nakon kraja sezone Gorica ga je otkupila za milijun eura.

### PAOK
Dana 27. lipnja 2022., nekoliko dana nakon što je Gorica otkupila Kotarskog od Ajaxa, Gorica je prodala Kotarskog PAOK-u za iznos od dva milijuna eura koji s bonusima može narasti do tri milijuna eura.

## Reprezentativna karijera
Kotarski je igrao za hrvatske reprezentacije do 14, 15, 16, 17, 18, 19, 20 godina. Trenutačno igra za hrvatsku nogometnu reprezentaciju do 21 godine, no još niti jedanput nije nastupao za nju. Izrazito se istaknuo na Europskom prvenstvu do 17 godina održanoga u Hrvatskoj 2017. godine. UEFA ga je zbog toga uvrstila u momčad natjecanja.
Za A reprezentaciju debitirao je 26. ožujka 2024. u prijateljskoj utakmici protiv Egipta koji je izgubio 2:4.

## Osobni život
Kotarski se početkom lipnja 2021. oženio s hrvatskom košarkašicom Bernardom Čulinom.

## Priznanja

### Individualna
- Član momčadi natjecanja Europskoga prvenstva do 17 godina: 2017.[9]
- Golman sezone Grčke Superlige: 2023./24.
- Član momčadi sezone Grčke Superlige: 2023./24.[12]

### Klupska
Jong Ajax
- Eerste Divisie (1): 2017./18.

AFC Ajax
- Eredivisie (1): 2018./19.
- Nizozemski kup (1): 2018./19.
- Nizozemski superkup (1): 2018./19.

PAOK
- Grčka Superliga (1): 2023./24.

## Vanjske poveznice
- Profil, Hrvatski nogometni savez
- Profil, Soccerway (engl.)
- Profil, Transfermarkt (engl.)
- UEFA U-17 profil (engl.)